# Hans-Jürgen Kreische
Hans-Jürgen Kreische est un footballeur est-allemand, né le 19 juillet 1947, à Dresde.

## Biographie
En tant qu'attaquant, il fut international est-allemand à 50 reprises (1968-1975) pour 25 buts. Il est le 2e meilleur de la sélection, derrière Joachim Streich (55 buts) et à égalité avec Eberhard Vogel, mais il est plus efficace (1 but tous les 2 matchs contre 3 pour Vogel).
Durant les Éliminatoires du championnat d'Europe de football 1968, il inscrit un but contre la France (2-2), mais ne permet pas à la RDA de se qualifier.
Il fit les éliminatoires de la Coupe du monde 1970, inscrivant un but contre l'Italie (2-2), mais la RDA ne se qualifia pas pour le tournoi au Mexique.
Il participa aux Jeux olympiques 1972. Il inscrit 5 buts dans ce tournoi (2 contre le Ghana, 1 contre la Colombie, 1 contre le Mexique, 1 contre l'URSS sur penalty) et remporta la médaille de bronze.
Durant les Éliminatoires du championnat d'Europe de football 1972, il fit un quadruplé au match aller, et un but au match retour contre le Luxembourg. 
Il participa à la Coupe du monde de football de 1974, en RFA. Il joua 3 matchs (un en tant que titulaire contre la RFA, et deux comme remplaçant contre le Chili et les Pays-Bas), sans marquer le moindre but.
Il joua dans un seul club : le SG Dynamo Dresde (de 1964 à 1978). Avec celui-ci, il remporte 5 fois le championnat de RDA de football et deux fois la Coupe d'Allemagne de l'Est de football. Il fut élu meilleur joueur est-allemand de l'année 1973.
Puis il fut entraîneur du SG Dynamo Dresde (1995-1996) et du Dresdner SC (2000-2001), deux clubs de 3e division allemande, ne remportant rien avec eux.

## Clubs

### En tant que joueur
- 1964-1978 :  SG Dynamo Dresde

### En tant qu'entraîneur
- 1995-1996 :  SG Dynamo Dresde
- 2000-2001 :  Dresdner SC

## Palmarès
- Jeux olympiques
  - Médaille de bronze en 1972
- Championnat de RDA de football

- - Champion en 1971, en 1973, en 1976, en 1977 et en 1978
- Coupe d'Allemagne de l'Est de football
  - Vainqueur en 1971 et en 1977
- Championnat de RDA de football D2
  - Vice-champion en 1969
- Meilleur joueur est-allemand
  - Meilleur est-allemand en 1973